# Drużynowe Mistrzostwa Europy w Wielobojach 2019
2. Drużynowe Mistrzostwa Europy w Wielobojach – zawody lekkoatletyczne organizowane pod auspicjami European Athletics, które odbyły się w dniach 5–7 lipca na dwóch europejskich stadionach.
W imprezie drużyny męskie rywalizowały w dziesięcioboju, a żeńskie w siedmioboju. Gospodarzem superligi drużynowych mistrzostw Europy był ukraiński Łuck, a pierwszej i drugiej ligi portugalska Ribeira Brava.

## Rezultaty

### Superliga

#### Indywidualnie
| Konkurencja:           | 1. miejsce     | Rezultat     | 2. miejsce     | Rezultat     | 3. miejsce       | Rezultat     |
| Dziesięciobój mężczyzn | Witalij Żuk    | 8237 pkt. SB | Maicel Uibo    | 8181 pkt.    | Jorge Ureña      | 8073 pkt.    |
| Siedmiobój kobiet      | Daryna Słoboda | 6278 pkt. PB | Katie Stainton | 6029 pkt. PB | Marijke Esselink | 5905 pkt. PB |

#### Drużynowo
| Poz. | Reprezentacja   | Punkty      |
| ---- | --------------- | ----------- |
| 1.   | Estonia         | 39 959 pkt. |
| 2.   | Białoruś        | 39 560 pkt. |
| 3.   | Wielka Brytania | 39 433 pkt. |
| 4.   | Ukraina         | 39 220 pkt. |
| 5.   | Hiszpania       | 38 977 pkt. |
| 6.   | Francja         | 38 905 pkt. |
| 7.   | Szwajcaria      | 35 869 pkt. |
| –    | Holandia        | DNF         |

### I liga

#### Indywidualnie
| Konkurencja:           | 1. miejsce       | Rezultat     | 2. miejsce      | Rezultat     | 3. miejsce         | Rezultat  |
| Dziesięciobój mężczyzn | Jiří Sýkora      | 8104 pkt. SB | Jan Doležal     | 8083 pkt.    | Fredrik Samuelsson | 7930 pkt. |
| Siedmiobój kobiet      | Kateřina Cachová | 6034 pkt. SB | Jutta Heikkinen | 5795 pkt. PB | Paulina Ligarska   | 5589 pkt. |

#### Drużynowo
| Poz. | Reprezentacja | Punkty      |
| ---- | ------------- | ----------- |
| 1.   | Czechy        | 40 519 pkt. |
| 2.   | Finlandia     | 38 212 pkt. |
| 3.   | Polska        | 37 319 pkt. |
| 4.   | Włochy        | 37 130 pkt. |
| 5.   | Szwecja       | 36 950 pkt. |
| 6.   | Łotwa         | 35 057 pkt. |

### II liga

#### Indywidualnie
| Konkurencja:           | 1. miejsce       | Rezultat     | 2. miejsce     | Rezultat  | 3. miejsce                | Rezultat     |
| Dziesięciobój mężczyzn | Niels Pittomvils | 7837 pkt. SB | Michael Bowler | 7379 pkt. | Sander Maes               | 7303 pkt. SB |
| Siedmiobój kobiet      | Noor Vidts       | 6027 pkt.    | Lucia Vadlejch | 5755 pkt. | María Rún Gunnlaugsdóttir | 5562 pkt. PB |

#### Drużynowo
| Poz. | Reprezentacja | Punkty      |
| ---- | ------------- | ----------- |
| 1.   | Belgia        | 38 165 pkt. |
| 2.   | Irlandia      | 35 821 pkt. |
| 3.   | Dania         | 34 240 pkt. |
| 4.   | Rumunia       | 33 260 pkt. |
| 5.   | Turcja        | 32 292 pkt. |